# Podgórki (gmina Świerzawa)
Podgórki (německy Tiefhartmannsdorf) je obec v polském Dolnoslezském vojvodství. Nachází se v okrese Złotoryja a je součástí gminy Świerzawa.

## Geografie
Ves Podgórki se rozkládá v délce 3,7 km v údolí potoka Świerzawa, levostranného přítoku řeky Kačavy (Kaczawa) v Kačavských horách. Podle typu zástavby se jedná o tzv. lesní lánovou ves (polsky wieś łańcuchowa), jaké na tomto území vznikaly v době saské kolonizace. Vesnice se nachází v nadmořské výšce 400 – 530 metrů a je obklopena místními vrcholy Kačavských hor. Na sever od obce jsou to vrchy Krzyzowa (567 m n. m.), Gackowa (549 m n. m.) a Radostka (532 m n. m.). Vyšší hory se nacházejí na jih od Podgórek – Olgier (646 m n. m.), Kobyła (626 m n. m.) a masív Maślaku s několika vrcholy, z nichž nejvyšší je Folwarczna (720 m n. m.).

## Historie
O nejstarší historii obce existují různé teorie, které její vznik datují buď do poloviny 14. století nebo do období kolem přelomu 13. a 14. století. Některé dobové prameny zmiňují, že kamenný kostel v Podgórkách byl vybudován v roce 1399.

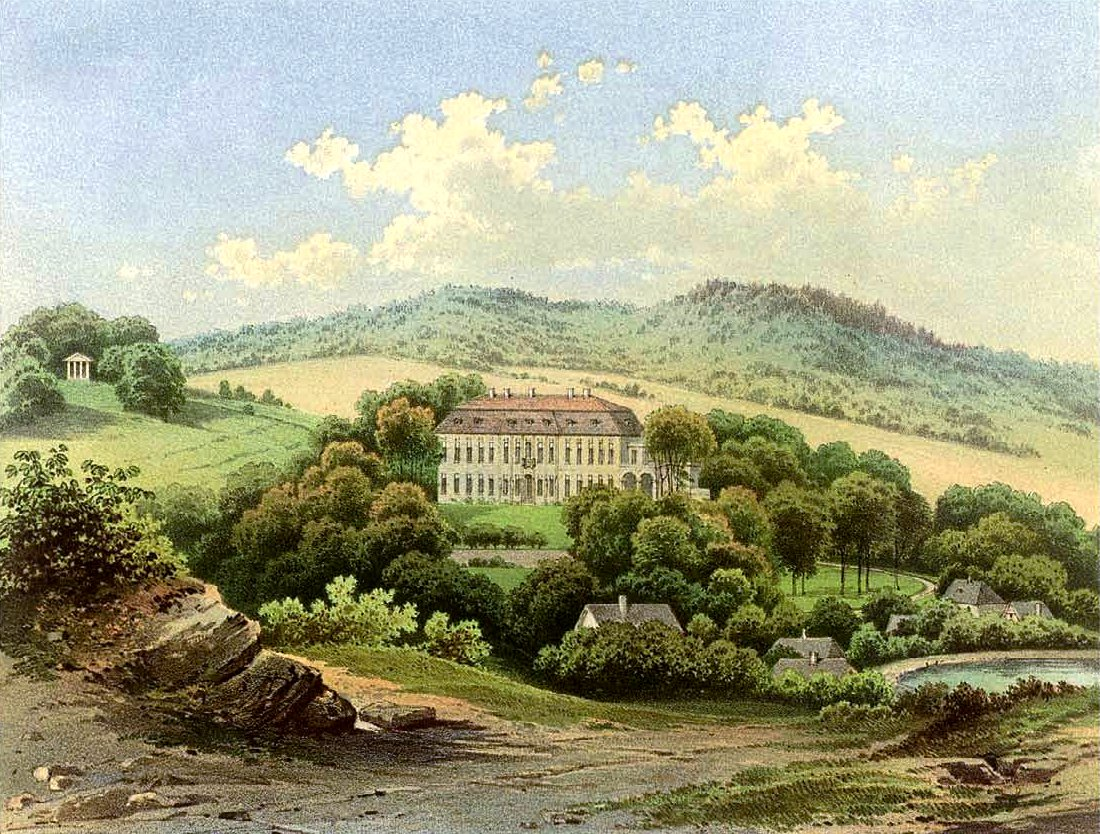
Zámek v Podgórkách na litografii z druhé poloviny 19. století

V 16. století vesnici s panstvím získali Zedlitzové a tento rod si ji ve vlastnictví podržel až do roku 1871, kdy Zedlitzové prodali Podgórki hraběti Bedřichu Harrachovi. Poslední mužský potomek této rodiny, hrabě Wolfgang von Vitzthum, zahynul na frontě během druhé světové války. K panství Zedlitzů v Podgórkách patřil také lom na mramor, vápenka a početné mlýny. Dle dobových záznamů v roce 1863 žilo v Podgórkách cca 1300 obyvatel. V roce 1939 zde bylo registrováno 1083 obyvatel.
Po odsunu německého obyvatelstva v roce 1945 bylo někdejší sídlo majitelů panství proměněno v dětský domov a později v zámku sídlila zemědělská škola. V roce 1961 zámek vyhořel a v 90. letech 20. století byl prodán soukromému majiteli.

## Památky
Na seznamu Národního ústavu dědictví (Narodowy Instytut Dziedzictwa) polského Ministerstva kultury jsou v obci Podgórky v Dolnoslezském vojvodství zapsány čtyři položky:

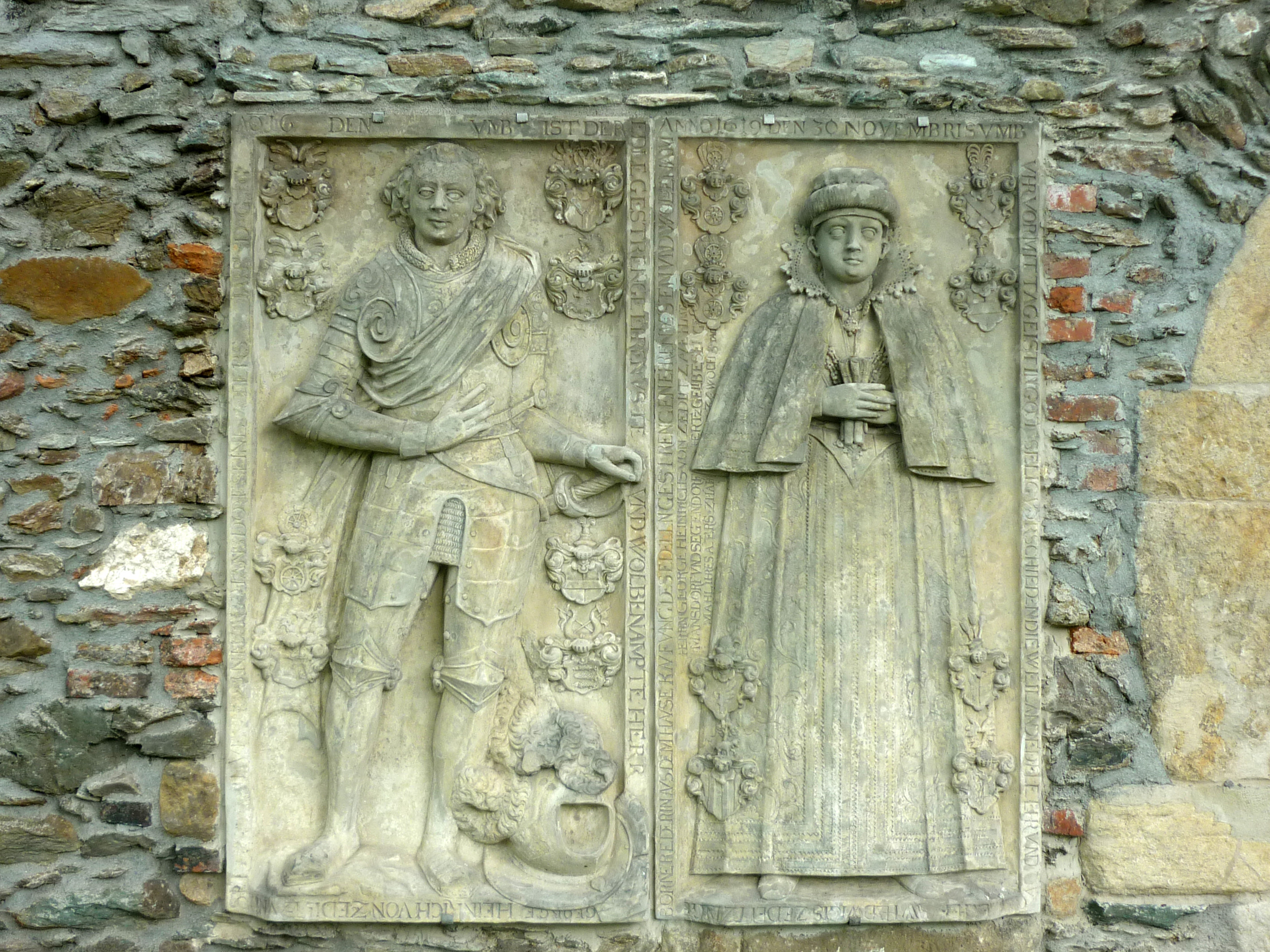
Epitaf Georga Heinricha a Hedwigy von Zedlitz na zdi kostela

- zřícenina farního kostela – ruiny kostela, vybudovaného v roce 1506 na pozůstatcích starší středověké stavby. Zříceniny kostela a přilehlého hřbitova byly správou gminy s přispěním evropských fondů rekonstruovány v roce 2006. Věž od té doby slouží jako rozhledna, z níž je výhled na panorama Kačavských hor a Krkonoš. Památka je přístupná v letní sezóně v době od 10 do 18 hodin.[7]
- Starý hřbitov – hřbitov poblíž rekonstruovaného kostela.
- Kostel svatého Josefa (Kościół św. Józefa) – původně evangelický, později katolický kostel z roku 1746.
- Zámek se zámeckým parkem – původně barokní palác z roku 1728, v druhé polovině 19. století přestavěný v klasicistním slohu. Po roce 1871 hrabě Harrach při modernizovaném zámku založil krajinný park, v pozdějších letech pak nechal přistavět k zámku nové křídlo – tzv. oficynu s galerií, kde si zřídil svůj malířský ateliér.[5] Zámek se nachází ve východní části obce, při úpatí vrchu Radostka.

Kromě uvedených památek se v obci zachovala některá selská stavení s hrázděnou konstrukcí.

## Chráněná území a geologické zajímavosti

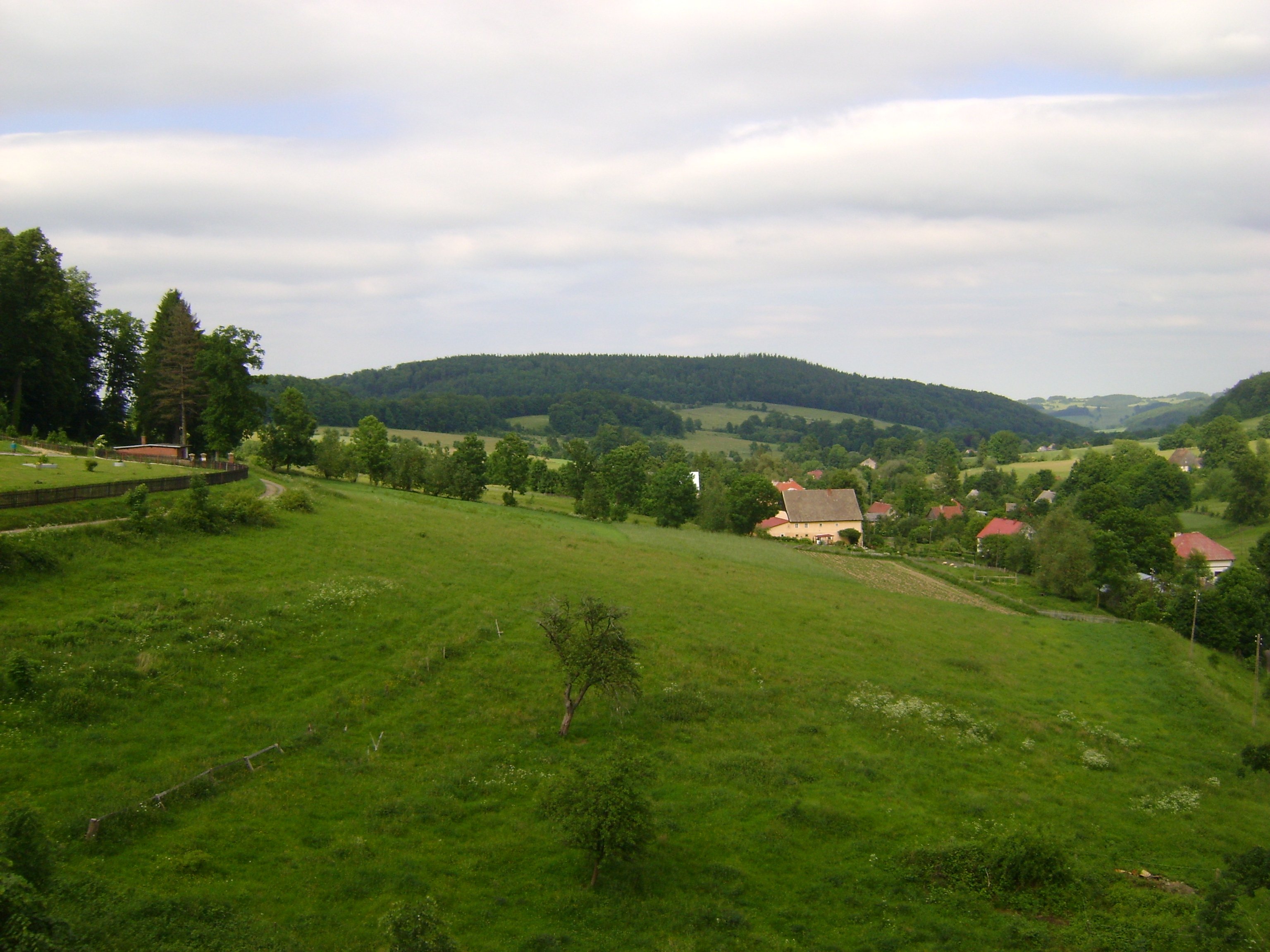
Pohled přes část obce směrem k vrchu Radostka

Na katastru obce, na svazích severního výběžku masívu Maśliaku, se rozprostírá přírodní rezervace Buczyna storczykowa na Białych Skałach (Vstavačová bučina na Bílých skalách). Na území této rezervace se nachází tzv. Valonská jeskyně ( polsky Jaskinia Walońska nebo Jaskinia v Podgórkách, německy v minulosti zvaná též Matzenloch), která byla známa již od 17. století.
Jeskyně vznikla v čočce krystalických vápenců jako výsledek krasových procesů. Větší část 17 metrů dlouhé jeskyně je suchá, pouze na jejím konci je malé jezírko. Na stěnách jsou mléčně bílé kalcitové povlaky a drobné krasové útvary. Jeskyně, která je zařazena mezi geologické zajímavosti na mezinárodní česko-polské dálkové naučné stezce Geotrasa sudetská, slouží jako zimoviště netopýrů.
Na západním okraji obce Podgórky se v nadmořské výšce 500 metrů nachází minerální pramen. Voda, která je zde čerpána, je na regionálním trhu známa pod názvem „Kapellanka”.